# هانس هيرتز
هانس هيرتز (بالألمانية: Hans Hirtz)‏ هو رسام ألماني، ولد في 1410، وتوفي في 1466 في ستراسبورغ في فرنسا.